# Utøya
Utøya je ostrov na jezeře Tyrifjorden 30 km severozápadně od Osla. Leží v obci Hole v kraji Buskerud.
Ostrov je ve vlastnictví Arbeidernes Ungdomsfylking (AUF), mládežnické organizace Norské dělnické strany. Každoročně jsou zde pořádány letní tábory.
Dne 22. července 2011 se ostrov stal dějištěm teroristického útoku Anderse Breivika, při kterém zahynulo 69 lidí.